# Земская больница (Верхотурье)
Земская больница — архитектурный ансамбль, расположенный в городе Верхотурье, Свердловской области.
Решением Совета народных депутатов № 75 от 18 февраля 1991 года присвоен статус памятника архитектуры регионального значения.

## Архитектура
В составе ансамбля больницы три части — главный корпус, приёмная врача и аптека.
Главное каменное здание больницы построено в 1881—1884 годах по проекту архитектора И. Я. Капустина.
Главный корпус поставлен с отступом от красной линии по улице Комсомольской. Включает три разновременные части. Одноэтажный кирпичный и оштукатуренный Т-образный в плане объём поставлен на поподвал и покрыт вальмовой кровлей. Усложнен крыльцом главного входа с улицы, навесами 2-х спусков в полуподвал с юго-запада, отрезками надкарнизных парапетов и двумя пристройками — кирпичной и деревянной. На углах кирпичного Т-образного объёма пилястры упираются в высокий антаблемент. Горизонтальные членения дополняют карнизы — цокольный и подоконный.
На протяженном северо-восточном фасаде узкая часть прикрыта сдвинутым от центра вправо прямоугольным выступом. Торец выступа — на два окна. Боковые части фасада прорезаны окнами: справа — в три оси, слева — в четыре. В левой части фасада два окна фланкированы пилястрами, несущими отрезок парапета (не сохранился). Юго-восточная стена прорезана двумя ярусами проемов: внизу — окнами и проёмами двух разнесенных входов в полуподвал, вверху окнами девять осей.
Здание аптеки (Комсомольская, 10) размещено на красной линии улицы. Сооружена в 1888 году. В 1900—1910-е годы к зданию с юго-запада сделана пристройка.
Пара близко расположенных двухэтажных корпусов, каждый под вальмовой кровлей, соединены встройкой сеней с лестницей. Нижний этаж корпусов сложен из кирпича, верхний — срубный. Углы обшитого северо-восточного сруба с выпусками, поддерживающими антаблемент. Со двора объём усложнен открытой на две стороны лестничной клеткой од навесом. Уличный северо-западный фасад — трехчастный.